# Chicago Sun-Times
Il Chicago Sun-Times è un quotidiano statunitense fondato nel 1948 a Chicago.

## Storia
Nato originariamente come Chicago Evening Journal nel 1884, continuò la sua pubblicazione fino al 1929, quando venne rilanciato in formato di tabloid con il titolo di Daily Illustrated Times. Nel 1948 venne fuso con il Chicago Sun fondato da Marshall Field III nel 1941, e appartenne alla Field Enterprises fino al 1984, quando venne venduto alla News Corporation di Rupert Murdoch. Il Chicago Sun-Times cambiò stile e formato, più simile a quello del New York Post. 
Nel 1986 venne ceduto da NewsCorp, mentre nel 1994 venne acquisito da Hollinger International, controllata dall'imprenditore Conrad Black. In seguito la società cambiò nome Sun-Times Media Group. Nel 2009 il giornale rischiò la bancarotta.
Tra le firme storiche del giornale vi è il critico cinematografico Roger Ebert e per anni vi ha scritto Mike Royko, vincitore del Premio Pulitzer nel 1972.

## Citazioni e omaggi
- Nella serie televisiva Ultime dal cielo, Gary Hobson, il protagonista della serie, riceve il giornale del giorno dopo, appunto il Chicago Sun-Times, le cui copie utilizzate per le riprese della serie sono state stampate dal quotidiano stesso.[3]